# Xenocrasis fereyi
Xenocrasis fereyi är en skalbaggsart som beskrevs av Tavakilian och Peñaherrera 2003. Xenocrasis fereyi ingår i släktet Xenocrasis och familjen långhorningar. Inga underarter finns listade i Catalogue of Life.